# توبين جاي ماركس
توبين جاي ماركس (بالإنجليزية: Tobin J. Marks)‏ هو كيميائي أمريكي، ولد في 25 نوفمبر 1944 في واشنطن العاصمة في الولايات المتحدة.